# Knut Senander
Knut Erik Waldemar Senander, född den 17 november 1889 i Göteborg, Västra Götalands län, död där den 12 augusti 1975,  var en svensk fackföreningsman, tulltjänsteman och politiker (kommunist). Senander var riksdagsledamot (andra kammaren) 1937–1962 och sekreterare i SKP:s riksdagsgrupp 1937–44, 1954–56 och 1958–62.

## Biografi
Senander var son till ångbåtsbefälhavaren Anders Gustaf Andersson och Carolina Eriksdotter. Han har skildrat sin uppväxtmiljö som ekonomiskt trygg men kärleksfattig, särskilt beroende på faderns hårdhet och krassa livsåskådning. Vid 14 års ålder började Senander arbeta som lärling på ett tryckeri i Göteborg. Efter några år lämnade han dock detta yrke, då den instängda miljön orsakat hälsoproblem, för att bli stamanställd vid Göta artilleriregemente 1907. 1911 fick Senander anställning vid Tullverket, där han kom att stanna till sin pensionering drygt 40 år senare. 
Som anställd på Tullverket väcktes Senanders politiska intresse. Hans arbetskamrater var organiserade i Svenska tullmannaförbundet, där medlemmarnas åsikter hörde hemma inom arbetarrörelsen, med starka motsättningar mellan socialdemokrater och kommunister. Senander drogs till de senare, och 1916 anslöt han sig till det socialdemokratiska ungdomsförbundet. När ungdomsförbundet uteslöts av moderpartiet 1917 följde han med i bildandet av Sveriges socialdemokratiska vänsterparti (SSV), vilket efter partisprängningen 1921 anslöt sig till Komintern och blev Sveriges kommunistiska parti (SKP). Vid de båda partisprängningarna 1924 och 1929 följde Senander med den Kominterntrogna falangen. 
Som agitator kom Senander att verka från tre plattformar: i Tullverket genom Svenska tullmannaförbundet och på arbetsplatserna, inom kommunalpolitiken i Göteborg och i riksdagen. Vid tullmannaförbundets kongress 1921 valdes han till ledamot av förbundets förtroenderåd. Senanders stridbarhet gjorde emellertid att Tullverkets ledning i början av 1920-talet förflyttade honom från Göteborg, först till Karlshamn och sedan till Norrköping. Till Göteborg återkom han 1925, och 1927 valdes han till ordförande i Svenska tullmannaförbundets Göteborgsavdelning, där kommunisterna hade erövrat majoriteten. 
Vid Kominterns sjätte världskongress 1928 inleddes den s.k. "tredje perioden", vilken bl.a. innebar en hårdare linje mot socialdemokratin, som nu benämndes "socialfascism". För tullkommunisterna blev då målet att med lönefrågan som vapen minska det socialdemokratiska inflytandet, och Senander föreslog att fackföreningarna skulle ombildas till kamporganisationer. Detta ledde till en konflikt med förbundets centralorganisation, och efter en hätsk fraktionskamp uteslöts Senander och två andra kommunister ur förbundet vid en extrakongress 1930. Tullmannaförbundets Stockholms- och Göteborgsavdelningar följde de uteslutna kommunisterna och bildade tillsammans ett nytt förbund, De tullanställdas samorganisation (DTS). DTS publicerade tidningen Tullmannen, där Senander var en av redaktörerna. Vid 1930-talets mitt, när Kominterns "tredje period" hade avslutats till förmån för folkfrontspolitiken, där det gällde att gå samman med socialdemokrater och övrig vänster i kamp mot den växande fascismen, upplöstes DTS och dess medlemmar återinträdde i Svenska tullmannaförbundet.
Under mellankrigstiden var Senander inte enbart en av tullkommunisternas centralgestalter, utan även den främste kommunisten i Göteborgsregionen. Han var dessutom ledamot av partiets riksorgan, centralkommittén och politbyrån. Senanders radikala agitation vid offentliga möten resulterade i inte mindre än åtta åtal, varav fyra resulterade i att han dömdes till några månaders fängelse vardera, som kom att avtjänas på Härlandaanstalten, den sista gången 1936. Vid andrakammarvalet samma år valdes han in i riksdagen. Vid tullmannaförbundets kongress år 1939, där Senander var ordförande, utsågs han till ledamot av tjänstgöringsnämnden. Vid en extrakongress i slutet av mars 1940 förbjöds dock såväl nazister som kommunister att inneha förtroendeposter inom förbundet, och förbundsstyrelsen begärde därför Senanders avgång, vilket han vägrade. Förbundsstyrelsen överlämnade då ärendet till Generaltullstyrelsen, som i sin tur hänsköt ärendet till regeringen, som skilde honom från uppdraget. 
Även inom Tullverket vidtog man åtgärder mot kommunisterna. I slutet av januari 1940 förordade 21 tulltjänstemän i Göteborg att Senander skulle förflyttas till någon inlandstullkammare med liten transport på utlandet, med hänvisning till att han utgjorde en potentiell säkerhetsrisk. Varken tulledning eller polis kunde dock bevisa ens misstanke om olovlig underrättelseverksamhet, men försökte ändå förflytta Senander, med hänvisning till rikets säkerhet. Senanders riksdagsmannaskap gav honom dessutom en officiell ställning vilket komplicerade ärendet ytterligare, och generaltulldirektör Nils Wohlin beslutade emellertid att låta saken bero så länge riksdagen pågick. Någon förflyttning blev senare inte heller aktuell, och frågan rann ut i sanden.

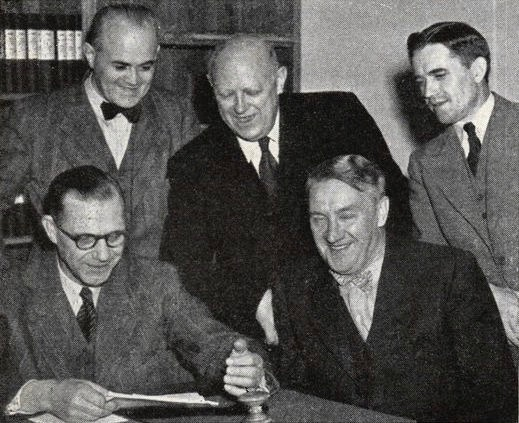
Den kommunistiska riksdagsgruppens förtroenderåd 1948. Från vänster: Sven Linderot, Gösta Kempe, Knut Senander, Hilding Hagberg och Erik Karlsson.

Från mitten av 1940-talet drev Senander tillsammans med en minoritet inom SKP:s partiledning en oppositionell, antirevisionistisk vänsterlinje. Efter valframgångarna 1944 och 1946 hade majoriteten i partiledningen, med Sven Linderot och Hilding Hagberg som främsta företrädare, förespråkat samverkan med Socialdemokraterna och hävdat möjligheten av en fredlig, icke-revolutionär väg till socialismen. Senander kritiserade denna linje vid kongresser och debatter, men slöt vid avgörande lägen ändå upp kring majoritetens linje. 1962 lämnade han sin riksdagsplats, delvis med ålderns rätt men till stor del i protest mot att majoriteten i partiledningen tagit ställning för Sovjetunionen i dess konflikt med Kina. Stödet för Senanders oppositionella linje var emellertid litet inom partiet, och hans motståndare beskyllde honom för vad de ansåg vara dogmatism och sekterism. Senander, som tidigare varit Göteborgskommunisternas mest tongivande medlem, blev inte ens vald som delegat till 1964 års partikongress. 
Från 1921 till hennes död 1961 var Senander gift med Hilma Margareta Andersson (1902–1961). Tillsammans fick de två döttrar varav den ena, Maj-Britt Inghe, kom att bli framstående forskare inom socialmedicin. Vid Knut Senanders bortgång 1975 stod att läsa i Svenska tullmannaförbundets organ Lanternan: "(Senander) var en stridens man, som förbehållslöst kämpade för vad han ansåg vara rätt. Om hans namn stod ofta strid, men hans varma personliga utstrålning gjorde att han ändå var aktad och respekterad även av sina fiender." Han är begraven på Kvibergs kyrkogård i Göteborg.